# Diplazium rubricaule
Diplazium rubricaule är en majbräkenväxtart som beskrevs av Carl Frederik Albert Christensen.
Diplazium rubricaule ingår i släktet Diplazium och familjen Athyriaceae. Inga underarter finns listade i Catalogue of Life.